# Qəribli (Tovuz)
Qəribli è un comune dell'Azerbaigian situato nel distretto di Tovuz. Conta una popolazione di 2 121 abitanti.